# Marka kolońska
Marka kolońska (odpowiednik polskiej grzywny) – dawna jednostka masy, równa 233,856 gramów.